# میرزا حسین گرانمایه
میرزا حسین خان گرانمایه، نویسنده، منشی و دیپلمات دوره قاجار بود.
پدرش میرزا عبدالله سرابی بود. در ابتدا به خدمت قهرمان میرزا پسر عباس میرزا ولیعهد در آمد و بعد از آن مدتی در دستگاه محمدخان امیرنظام زنگنه در تبریز کار کرد. در آغاز سلطنت ناصرالدین شاه به «ریاست تذکره سرحدات مشکین و اردبیل» مامور شد. پس از مدتی به تهران احضار شد و در وزارت خارجه به عنوان منشی مشغول شد. در سال ۱۲۷۲ قمری و در جریان جدایی هرات از ایران به عنوان عضو هیئت اعزامی ناصرالدین شاه به همراه فرخ‌خان غفاری امین‌الدوله به پاریس رفت. مذاکراتی که این هیئت به نمایندگی از ایران با دول خارجی انجام داد به امضای معاهده پاریس انجامید. میرزا حسین خان که در این سفر سمت منشی فرخ‌خان را داشت، با همکاری او سفرنامه‌ای با عنوان مخزن الوقایع تالیف کردند و به شرح مشاهدات خود از پیشرفت کشورهای اروپایی پرداختند. هرچند پس از بازگشت به ایران، میرزا آقاخان نوری، صدراعظم وقت به علت ترس از آگاه شدن عموم به آزادی مردم و نحوه اداره امور در کشورهای اروپایی، جلوی انتشار این کتاب را گرفت. میرزا حسین خان در ۱۲۷۷ قمری، کارپرداز ترابوزان شد و پس از چند سال خدمت در آنجا به کارپردازی ارزنه‌الروم فرستاده شد. در سال ۱۲۸۱ قمری به دستور میرزا حسین خان سپهسالار که در آن زمان وزیرمختار ایران در عثمانی بود، به عنوان «ژنرال قنسول» به مصر رفت و در ۱۲۹۷ قمری «ژنرال قنسول» بغداد شد. در اوایل دهه ۱۳۰۰ قمری به دستور ناصرالدین شاه به عضویت دارالشوری کبری در آمد. بار دوم در ربیع‌الثانی ۱۳۱۱ قمری ژنرال قنسول بغداد شد و در رمضان همان سال در سن نود و پنج سالگی در بغداد درگذشت.
میرزا مهدی خان‌شقاقی در خصوص شهرت میرزا حسین خان که بعدها نام خانوادگی نوادگان او شد، می نویسد: «چون مرحوم میرزا حسین خان در مکالمات بسیار دقیق بودند و در تلفظ الفاظ مد می‌گذاشتند، مرحوم حاجی میرزا حسین خان صدراعظم (=مشیرالدوله، سپهسالار) ایشان را گرانمایه خطاب می فرمودند و رفته رفته کلمه گرانمایه منسوب به ایشان گردید و در فرامین ایشان را بدین لقب خواندند.»
میرزا حسین خان دارای پسری به نام رضا مؤیدالسلطنه بود که در اوایل سلطنت ناصرالدین شاه برای تحصیل به اروپا رفت و بعدها اولین سفیر ایران در آلمان شد. میرزا حسین خان همچنین برادری به نام میرزا حسن داشت که فرزند او حاجی میرزا محمدرضی‌خان مفخم‌الملک کارپرداز ایران در ترابوزان بود.

## تالیفات
- مخزن‌الوقایع